# Pinus taeda
Pinus taeda (сосна ладанна) — вид дерев роду сосна родини соснових. Може утворювати різноманітні природні гібриди.

## Поширення
Ендемік південно-східного США: росте від штату Делавер і Нью-Джерсі до центральної Флориди і східного Техасу.

## Опис
Середня висота рослини 30.5 м, загалом, до 50 м. Щільність деревини: 0,47 г/см3. Стовбур 40—160 см діаметром. Кора червоно-коричнева. Гілля від оранжево до жовто-коричневого кольору, при старінні стає темно-коричневим. Бруньки циліндричні, блідо-червоно-коричневі. Насіннєві зрілі шишки блідо-бурого кольору, 7-13 см у довжину, 2-3 см вшир, коли закриті, відкриті ж 4-6 см.
Найстаріше, 241-річне дерево росте в Південній Кароліні (Pederson, 2006).

## Використання
Зазвичай використовується в лісонасадженнях, а також комерційно, як цінна порода дерев.

## Загрози та охорона
Ніяких конкретних загроз не було визначено для цього виду. Відомий з численних охоронних територій у своєму діапазоні зростання.

## Галерея

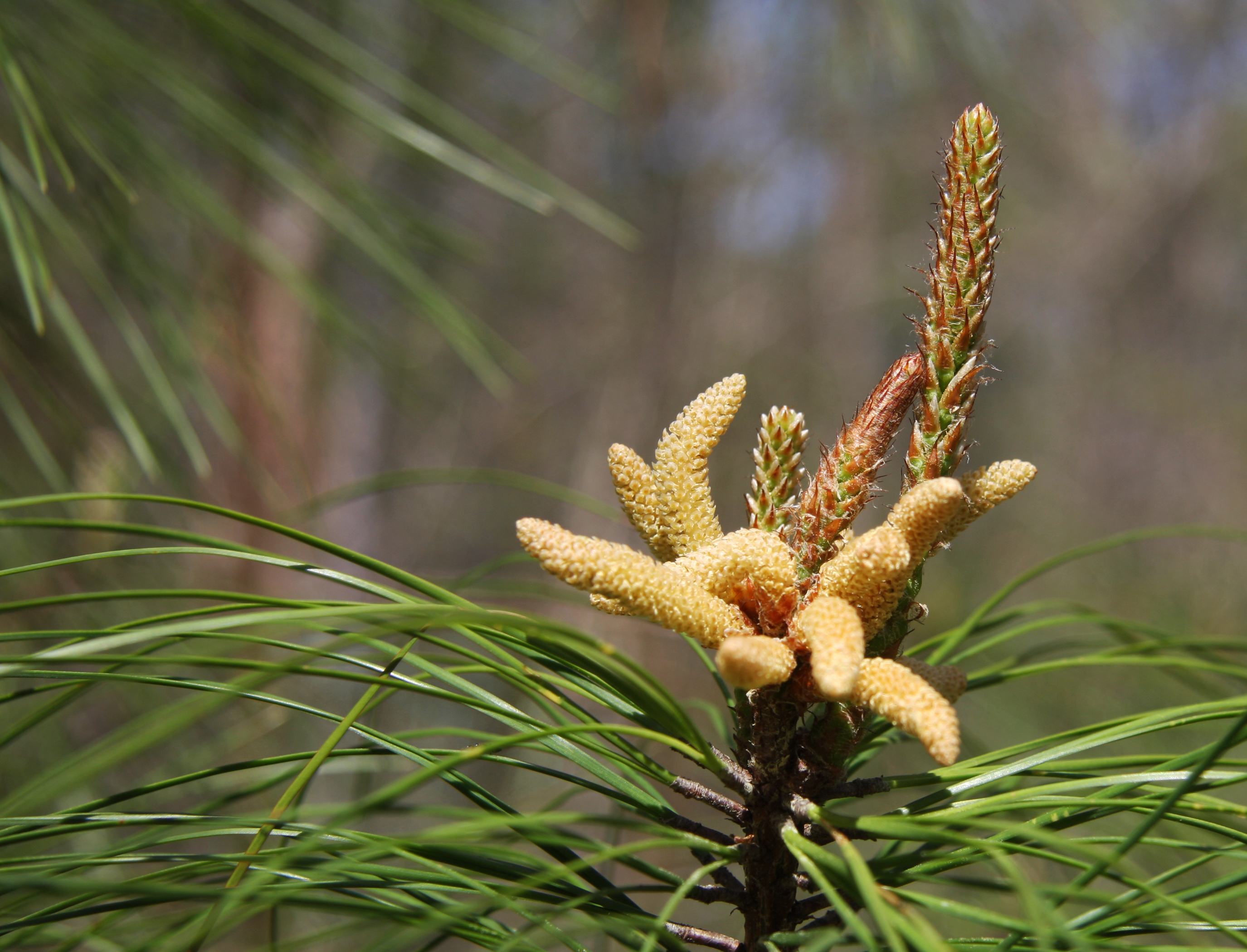
Чоловічі шишки і голки
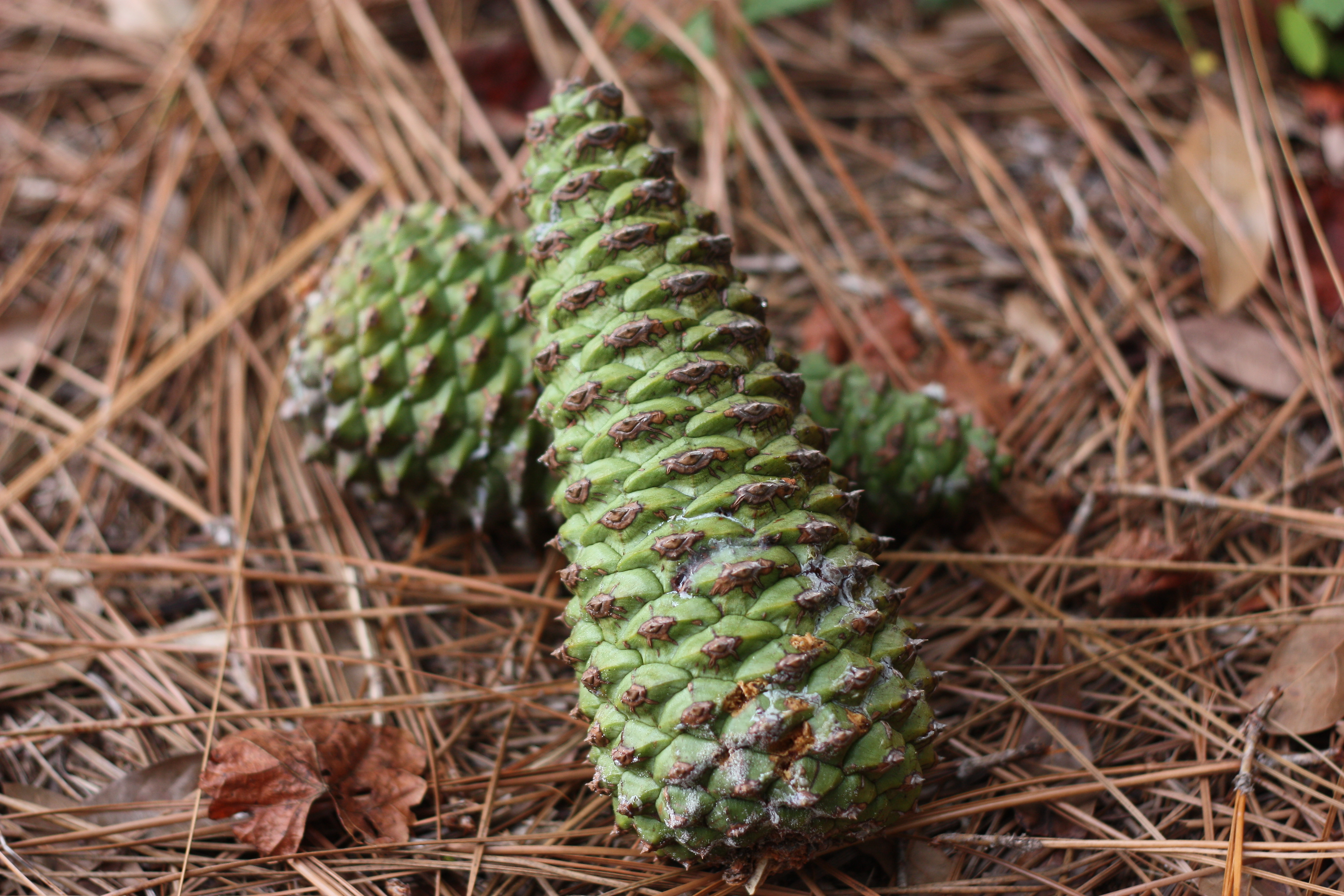
Жіночі шишки
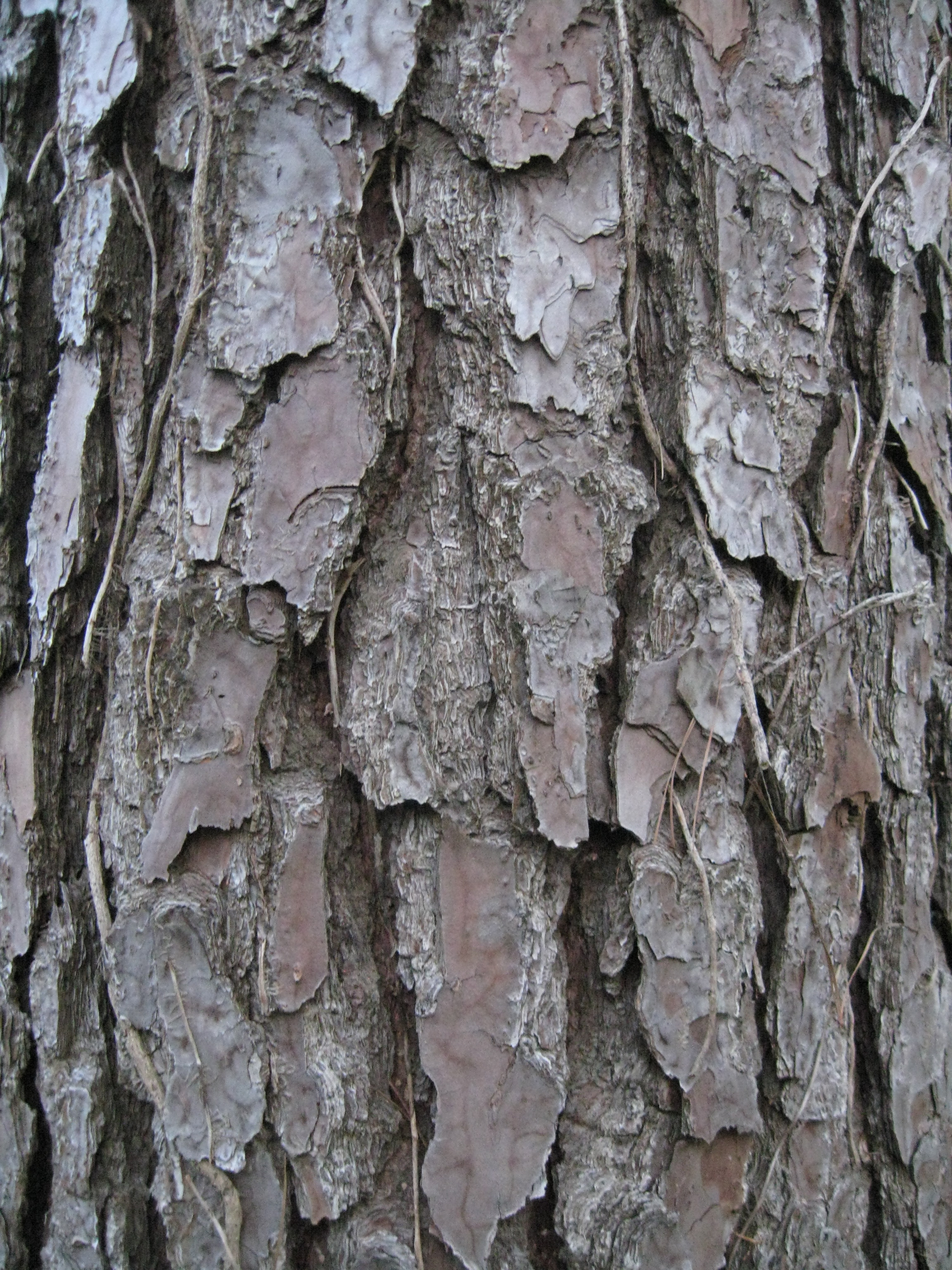
Кора дорослого дерева

| Соснові | Це незавершена стаття про родину соснові. Ви можете допомогти проєкту, виправивши або дописавши її. |